# Giacomellia bilineata
Giacomellia bilineata är en fjärilsart som beskrevs av Hermann Burmeister 1878. Giacomellia bilineata ingår i släktet Giacomellia och familjen påfågelsspinnare. Inga underarter finns listade i Catalogue of Life.